# Mihail Markeev
Mihail Markeev (în alfabetul chirilic Михаил Иванович Маркеев) (n. 1905, Syzran, Rusia; d. 1970, Moscova) a fost un general-maior de miliție din Republica Moldova, care a deținut funcția de ministru al afacerilor interne în Guvernul Republicii Socialiste Sovietice Moldova (1944-1946).

## Biografie
Mihail Ivanovici Markeev s-a născut în anul 1905 în localitatea Syzran (Rusia), în familia unui muncitor mașinist. După absolvirea studiilor elementare la Saratov (1917), a urmat încă trei clase la Școala din Saratov (1920), apoi s-a angajat ca muncitor necalificat la Depoul din Syzrano-Vyazemskoy și apoi la Saratov (1920-1921).
Studiază apoi la Școala Profesională de Meserii din Saratov între anii 1921-1926, după care lucrează ca muncitor lăcătuș la Saratov (1926-1927). Se înscrie apoi la Școala Militară din Odessa a Armatei Roșii a Muncitorilor și Țăranilor (1927-1928), după care lucrează un an ca muncitor mașinist la Uzina electrică din Saratov. După ce în anul 1922 se înscrisese ca membru în Liga Tinerilor Comuniști din întreaga Uniune Sovietică, în anul 1926 devine membru al Partidului Comunist din URSS. 
În iulie 1929 a fost angajat în cadrul NKVD, lucrând ca inspector la Nizhne-Volzhsk (din 1930), în regiunea Karabulak (1933-1934), apoi la Stalingrad (1934). Este transferat în orașul Saratov, unde devine inspector de personal al NKVD (1934-1935) și secretar al comandantului (1935-1937). În perioada martie 1937 - septembrie 1938, studiază la Școala NKVD de la Moscova, după care devine locțiitor al comandantului Secretariatului NKVD de la Moscova (1938-1939), șef al secretariatului Conferinței speciale a NKVD-ului (1939). A fost avansat pe rând în gradele de sublocotenent (6 martie 1936), locotenent (25 iulie 1938) și căpitan (19 martie 1939). 
La 29 noiembrie 1939, este transferat ca locțiitor al comandantului NKVD din Regiunea Ivanovo. În perioada 26 februarie 1941 - 1 aprilie 1944, deține funcția de comandant al NKVD din Regiunea Ivanovo, cu o scurtă pauză între 7 august - 30 decembrie 1941 când a fost prim-locțiitor. La 14 februarie 1943, a fost avansat la gradul de colonel. Apoi a deținut funcția de comisar al poporului pentru afaceri interne (ministru) al RSS Moldovenești (1 aprilie 1944 - 3 aprilie 1946). La data de 9 iulie 1945 a fost avansat la gradul de general-maior.  
La data de 3 aprilie 1946 este numit ca ministru al afacerilor interne din RSSA Mari, unde lucrează până la 23 iunie 1949, când este trimis la un curs de perfecționare a cadrelor de conducere la Școala de Ofițeri a Ministerului Afacerilor Interne al URSS. După ce lucrează o perioadă ca locțiitor al comandantului Detașamentului 16 Muncă din Lagărele de Muncă din URSS (1950-1952), este pus la dispoziția ministrului afacerilor interne al URSS. Acesta îl numește ca locțiitor al comandantului Detașamentului 384 Muncă din Lagărele de Muncă din URSS  (1952-1953) și apoi ca Inspector al Gulagurilor din cadrul Ministerului Afacerilor Interne al URSS (1953-1954).
Este eliberat din funcție la 26 iulie 1954 ca "necorespunzător". Generalul Mihail Markeev a murit în anul 1970 în orașul Moscova.

## Distincții obținute
- Ordinul Steaua Roșie (8 martie 1943; 20 septembrie 1943);
- 3 medalii.